# Stadion odborářů
Stadion odborářů byl víceúčelový stadion v Ostravě. Byl otevřen v roce 1954 a disponoval kapacitou 60 000 diváků, což z něj dělalo jeden z největších stadionů v Československu. Po jeho demolici koncem 90. let vyrostlo na jeho místě obchodní centrum Futurum, otevřené v roce 2000.

## Historie
Na počátku 50. let se jednalo o tom, že bude potřeba pro stále se rozrůstající Ostravu vystavět velké veřejné sportoviště. Měly vzniknout tenisové a volejbalové kurty, sportovní hala na míčové hry (náhrada za provizorní halu Tatran), v plánu byl také plavecký bazén a celému sportovišti měl dominovat největší stadion Československa pro 60 000 diváků, později pojmenovaný jako Stadion odborářů. Oživit jej měly oblastní spartakiády, fotbal a plochá dráha. Lokalita byla vybrána v místě bývalé cihelny na pomezí místních částí Mariánské Hory a Fifejdy, kde již existovala část zemních náspů potřebných pro vybudování tribun. Lokalita byla výhodná svou polohou v centru města, nabízela pohodlný přístup všemi dopravními prostředky MHD – zastávku zde měly trolejbusy, tramvaje i autobusy, a to včetně velkorysých odstavných ploch bývalého ČSAD.
Stadion odborářů v Ostravě se začal stavět v roce 1952, aby byl připraven pro spartakiádu v roce 1955. Propagátorem stavby a architektem stadionu byl Rudolf Šajdek. Kolem oválného hřiště s atletickou dráhou byly vytvořeny ochozy z navezené zeminy; na západní straně byly vyšší a uprostřed ní byla hlavní vstupní brána na stadion. Stavební práce byly realizovány v rámci akce Z bez odborného vedení, což se později podepsalo na jeho rychlém chátrání (především rozpadající se betonové stupně na ochozech a podmáčené podloží kvůli nedostatečnému odvodnění). Pamětníci tvrdí, že byl stadion i nepřesně vyměřen. Ovál prý byl o několik metrů delší, než předepisují normy, či vstupní brána nebyla uprostřed stadionu.
Do ochozů se vešlo na 60 000 diváků, což ze stadionu udělalo druhý největší v republice (po strahovském stadionu). 26. září 1954 se v areálu konaly první závody ploché dráhy. V letech 1955 a 1960 se zde konala spartakiáda. Především při gymnastických vystoupeních se však projevil nedostatečný odvodňovací systém a po lijáku se trávník na hřišti proměnil v bláto. Tato konstrukční vada přispěla k tomu, že potenciál stadionu nebyl náležitě využit, přestože se na něm až do 70. let pořádaly plochodrážní soutěže.
V roce 1958 se navíc ukázalo, že část peněz z prostředků přidělených na stavbu stadionu zmizela. Rudolf Šajdek byl pohnán k odpovědnosti a byl odsouzen k 12 letům odnětí svobody (po odvolání sníženo na 8 let). Po letech byl rehabilitován a odškodněn.
V témže roce končil Baník Ostrava na stadionu Stará střelnice a část jeho fanoušků prosazovala stěhování klubu právě na Stadion odborářů. Jenže s tím nesouhlasila skupina funkcionářů Baníku, vadilo jim, že stadion není v katastru Slezské Ostravy. Prosazovali totiž myšlenku, že mužstvo musí hrát i nadále ve Slezské Ostravě, na pravém břehu Ostravice, tedy tam, kde jejich klub vznikl. A tak začali pracovat na přípravách stadionu Bazaly. Tým měl na něm odehrát již první jarní domácí zápas 29. března 1959 v rámci 15. ligového kola proti ČH Bratislava (1:1), ale musel jej přeložit právě na Stadion odborářů, protože na čerstvě položeném trávníku na Bazalech ještě nebylo možné hrát utkání.
V 70. letech 20. století se sem přestěhoval Slovan Ostrava a působil zde do roku 1979, kdy se přestěhoval na hřiště v Hulvákách.
Mezinárodní závody ploché dráhy se na Stadionu odborářů jely naposledy v září 1976 u příležitosti socialistického svátku Dne tisku, rozhlasu a televize. Od té doby začal stadion chátrat a jeho ochozy byly pokryty divokou vegetací. V místnostech bývalých pokladen nacházeli úkryt bezdomovci. Na bývalém hřišti se zas mnozí obyvatelé z okolí např. učili řídit auto.
Na přelomu 80. a 90. let se objevily plány na modernizaci stadionu, po které se měl stát domovem dvou největších ostravských fotbalových klubů Baníku a Vítkovic. Baník se ale nechtěl ze slezské části Ostravy stěhovat do její moravské části a Vítkovice přestaly hrát po sametové revoluci první ligu a tak bylo od myšlenky na revitalizaci stadionu upuštěno.
Zchátralý objekt byl nakonec koncem 90. let zbořen a na jeho místě realizovala developerská firma Libora Adámka obchodní centrum Futurum, otevřené v polovině května 2000.